# 金恩圣
金恩圣 (英語：Kim Eun Sung，1988年9月17日—) ，韩国男歌手、主持人、演员，毕业于百济艺术大学音乐专业。他因成为中国男子乐队至上励合中最年轻的第五位成员而声名鹊起。

## 经历

#### 早期生活
金恩圣，1988年生于韩国首尔普通家庭，父亲为音乐人，母亲为家庭主妇。童年时家庭变故，随后没多久父亲去世了，当时金恩圣3岁，母亲独自抚养他与姐姐。金恩圣的父亲对音乐有着近乎痴迷的热爱，他生前最大的愿望就是希望自己的儿子能够继承他的音乐梦想。为了完成丈夫的遗愿，母亲决定将金恩圣送往学校学习钢琴和声乐。金恩圣也展现出了对音乐的极高天赋和浓厚兴趣。后来，金恩圣凭借自己的努力和才华，成功考入了韩国的百济艺术大学，继续深造音乐。

#### 至上励合和后来
2008年10月中旬以中国内地组合“至上励合”成员身份出道 ，并随组合发行首张EP《降临》，凭借单曲《棉花糖》获得北京流行音乐典礼中歌榜2008年度金曲奖 ，至上励合在第六届“劲歌王”全球华人乐坛年度总选中荣获“最有前途新人组合”和“最热门人气组合”等多项殊荣 ；次年8月，金恩圣跨界主持，正式加入湖南卫视综艺节目《天天向上》的主持群，成为“天天兄弟”中的一员 。2012年，随组合荣获第十九届东方风云榜“最佳舞台演绎”大奖并提名“2012年度青春励志人物榜单” 。2014年，接连参与录制了明星旅游节目《世界好好玩》 以及真人秀《完美邂逅》等节目 。次年，身为韩国人的小五在《歌手3》中凭借流利的韩语和《天天向上》多年的历练，为韩国歌手郑淳元担任经纪人时表现出色，不仅分寸得当，还展现出了细致周到的关怀，赢得了观众的广泛好感 。同年转战荧幕，出演的电影《恋爱教父之三个“坏”家伙》《魔镜3D》 陆续上映。2016年3月23日，正处于事业上升期的金恩圣暂别舞台回到韩国服兵役，两年后顺利退伍 。2019年3月，金恩圣发布了首支个人单曲《最后一课》宣告回归 。2022年9月，金恩圣与妻子张檬共同献声，以男女混搭的形式全新演绎了电影《新画皮》的主题曲《画心》 。